# Robonsbosmolen
Robonsbosmolen is een poldermolen in Alkmaar. De molen is gebouwd in 1781 voor de bemaling van de Munniken-, Raven- en Robonsbospolder op de Schermerboezem.
In 1931 is de molen buiten bedrijf genomen. Hij is daarbij uitgesloopt, en het scheprad is vervangen door een elektrisch aangedreven vijzel in de oude waterloop. Nadat in 1944 een storm de molen heeft beschadigd is het gevlucht verwijderd.
In 1971 kwam de molen in eigendom van de gemeente Alkmaar die hem zou restaureren. Na een vermoedelijk met opzet gestichte brand in 1972 kwam dit echter neer op bijna volledige herbouw. Sinds de restauratie is de molen ingericht als woning en draait weer regelmatig.
De molen heeft als enige in Nederland een houten haspelkruis als gevlucht. Hierbij zijn de roeden in tweeën, en zitten om de askop heen geklemd, in plaats van erdoorheen gestoken. Het enige andere haspelkruis in Nederland zit in Poldermolen Waarland, maar dat is een ijzeren uitvoering die wel in een askop is gestoken.
Tot aan 1981 was dit een seinmolen voor de Schermerboezem. Tijdens de stilstand van 1931 tot 1976 stond hiervoor een lamp op de kap.
Strijkmolens:
Strijkmolen B ·
Strijkmolen C ·
Strijkmolen D ·
Strijkmolen E ·
Ambachtsmolen ·
Strijkmolen I ·
Strijkmolen K ·
Strijkmolen L

Poldermolens:
Bosmolen ·
Hargermolen ·
Groetermolen ·
De Grebmolen ·
Slootgaardmolen ·
Poldermolen Waarland ·
Molen D / Oosterdel ·
Molen A ·
Sluismolen ·
Damlandermolen ·
Philisteinse Molen ·
Wimmenumer Molen ·
Geestmolen ·
Robonsbosmolen ·
De Viaan ·
De Eendracht

Korenmolens:
De Groot ·
Kijkduin (Schoorl) ·
't Roode Hert -
De Gouden Engel -
De Otter (Oterleek)

Molenstichting Alkmaar